# I Didn't Know I Was Pregnant
I Didn't Know I Was Pregnant (en Latinoamérica: No sabía que estaba embarazada) es una serie de televisión documental estadounidense de Discovery Fit & Health y TLC. La serie se estrenó el 26 de mayo de 2009 en Discovery Fit & Health. En 2017 se estrenó en México en el canal Azteca 7 de la cadena TV Azteca. Cada episodio cuenta con dos o más mujeres que no tenían conocimiento de que estaban embarazadas hasta que entraban en trabajo de parto.
Generalmente, las mujeres no reconocían el embarazo por las siguientes causas:
- Asociaban los síntomas a otra condición.

- Creían que eran estériles, por lo que no consideraban que pudieran tener hijos.

- No mostraban los síntomas tradicionales de un embarazo como: náuseas matutinas, crecimiento de senos y abdomen, sensación de movimientos, antojos inusuales.

- Creían que los métodos anticonceptivos que usaban eran 100% efectivos.

- Confundían el sangrado vaginal con sus periodos menstruales.

- Sufrían de condiciones físicas o usaban anticonceptivos que provocaban falta de la menstruación, por lo cual no lo asociaban a un embarazo.

- Las pruebas de embarazo daban falsos negativos.

## Producción y cancelación
La serie también se emitió en Discovery en Español y OWN: Oprah Winfrey Network.
Después de cuatro temporadas, TLC sacó la serie de su horario el 15 de julio de 2011 citando bajos niveles de audiencia. A pesar de que la red retiró la serie en julio, TLC anunció en ese mismo mes que la serie volvería a terminar su cuarta y última temporada el 17 de agosto de 2011. El último episodio se emitió el 19 de octubre de 2011.

## Curiosidades
- Varios clips de I Didn't Know I Was Pregnant se muestra en The Soup, por lo general en momentos en que las mujeres confiadas hacen un descubrimiento sorprendente.
- Durante su aparición en Comedy Central Presents, Natasha Leggero hizo bromas sobre el espectáculo.
- Kathy Griffin ridiculizó el show durante su especial de stand-up Whores on Crutches.